# Alfred Oetker
Alfred Oetker (* 13. Juli 1967 in Toronto in Kanada) ist ein deutscher Unternehmer und Sohn von Rudolf-August Oetker und Maja Oetker.

## Leben
Oetker wurde 1967 in Toronto geboren und wuchs in Bielefeld, der Heimatstadt der Familie Oetker, auf. Er absolvierte eine Ausbildung als Bankkaufmann und studierte Betriebswirtschaft. Er promovierte und schrieb in seiner Doktorarbeit über "Stakeholderkonflikte in Familienunternehmen".
Als Urenkel des Gründers des Bielefelder Unternehmens Dr. August Oetker KG, August Oetker, war Alfred Oetker bis Oktober 2021 einer von acht Gesellschaftern der Oetker-Gruppe. Im Zuge der Teilung der Oetker-Gruppe, welche seit dem 1. November 2021 wirksam ist, wurde er geschäftsführender Gesellschafter der neu gegründeten Geschwister Oetker Beteiligungen KG.
Seit 2001 ist er mit der italienischen Prinzessin Elvira Grimaldi di Nixima verheiratet und lebt seitdem mit ihr in Holland.

## Beruflicher Werdegang
Bis 2011 hatte er die Leitung der Nahrungsmittelsparte in den Niederlanden der Oetker-Gruppe inne. Seit 2011 war er im Beirat der Dr. August Oetker KG, ab 2015 stellv. Beiratsvorsitzender.
Mit der Teilung der Oetker-Gruppe im Jahr 2021 schied er aus der Dr. August Oetker KG aus und ist seitdem geschäftsführender Gesellschafter der neu gegründeten Geschwister Oetker Beteiligungen KG.
Alfred Oetker ist Mitglied des Präsidiums des Industrie- und Handelsclubs OWL.

## Dokumentation
- Deutsche Dynastien – Die Oetkers. Dokumentarfilm, Deutschland, 2010, 44 Min., ein Film von Manfred Oldenburg, Produktion: WDR, Reihe: Deutsche Dynastien, Erstausstrahlung: ARD, 15. November 2010, Online-Video und Inhaltsangabe (Memento vom 20. Januar 2011 im Internet Archive) der ARD.